# سباستین گریمالدی
سباستین گریمالدی (انگلیسی: Sébastien Grimaldi؛ زادهٔ ۱۰ سپتامبر ۱۹۷۹) بازیکن فوتبال اهل فرانسه است.
از باشگاه‌هایی که در آن بازی کرده‌است می‌توان به باشگاه فوتبال چسترفیلد، باشگاه فوتبال المپیک لیون، باشگاه فوتبال آنژه، و باشگاه فوتبال کن اشاره کرد.